# Terada Shuhei
Terada Shuhei (sinh ngày 23 tháng 6 năm 1975) là một cầu thủ bóng đá người Nhật Bản.

## Đội tuyển bóng đá quốc gia Nhật Bản
Terada Shuhei thi đấu cho đội tuyển bóng đá quốc gia Nhật Bản từ năm 2008 đến 2009.

## Thống kê sự nghiệp
| Đội tuyển bóng đá Nhật Bản | Đội tuyển bóng đá Nhật Bản | Đội tuyển bóng đá Nhật Bản |
| Năm                        | Trận                       | Bàn                        |
| -------------------------- | -------------------------- | -------------------------- |
| 2008                       | 4                          | 0                          |
| 2009                       | 2                          | 0                          |
| Tổng cộng                  | 6                          | 0                          |